# Lacurile de pe Valea Ilfovului
Lacurile de pe Valea Ilfovului alcătuiesc o zonă naturală (arie de protecție specială avifaunistică - sit SPA) situată în partea central-sudică a României, pe teritoriul județului Dâmbovița.

## Localizare
Aria naturală este situată în centrul județului Dâmbovița, pe teritoriile administrative ale comunelor: Nucet, Ulmi și Văcărești. Situl este străbătut de drumul comunal DC50, care leagă satul Văcărești de drumul național DN71.

## Înființare
Situl Lacurile de pe Valea Ilfovului (cu o suprafață de 602,3 ha.) a fost declarat arie de protecție specială avifaunistică prin Hotărârea  de Guvern nr. 971 din 5 octombrie 2011 (pentru modificarea și completarea Hotărârii Guvernului nr. 1.284/2007 privind declararea ariilor de protecție specială avifaunistică ca parte integrantă a rețelei ecologice europene Natura 2000 în România).

## Biodiversitate
Încadrat în bioregiunea geografică continentală a Câmpiei Române, în bazinul hidrografic al râului Ilfov (ce cuprinde lacurile: Adunați, Bunget I, Bunget II, Brătești, Ilfoveni și Udrești), situl dispune de cinci tipuri de habitate naturale: Ape dulci continentale (stătătoare și curgătoare), Culturi cerealiere extensive (inclusiv culturile de rotație cu dezmiriștire), Pajiști ameliorate, Păduri caducifolite și Alte terenuri arabile. Acestea asigură condiții de odihnă, hrănire, cuibărire și reproducere pentru diferite specii de păsări acvatice migratoare.

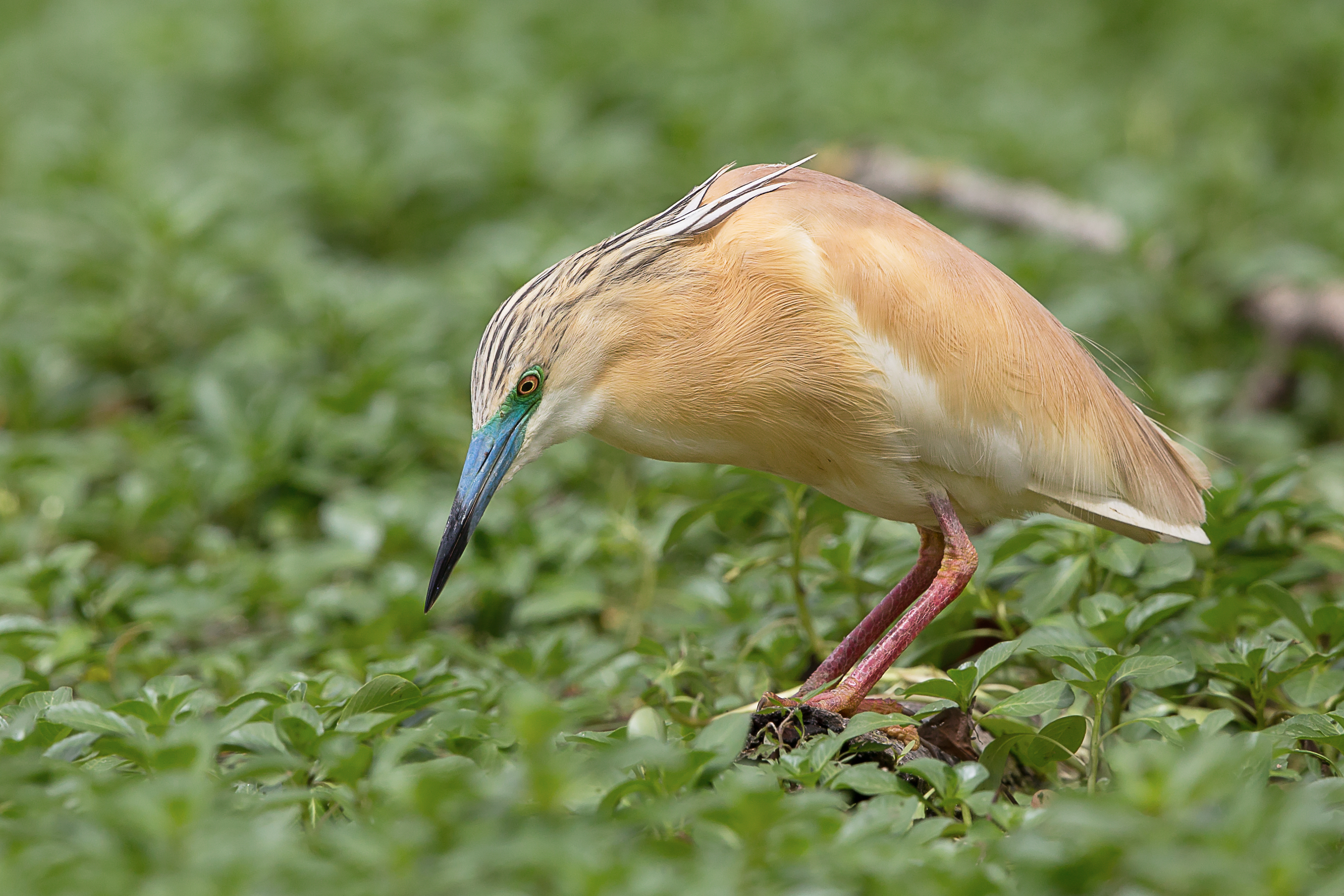
Stârc galben (Ardeola ralloides)

La baza desemnării sitului se află mai multe specii avifaunistice protejate la nivel european prin Directiva 79/409/CEE din 2 aprilie 1979 (privind conservarea păsărilor sălbatice) sau aflate pe lista roșie a IUCN; astfel: piciorong (Himantopus himantopus), stârc galben (Ardeola ralloides), stârc cenușiu (Ardea cinerea), rață pestriță (Anas strepera), rață mare (Anas platyrhynchos), rață cârâitoare (Anas querquedula), rață mică (Anas crecca), gârliță mare (Anser albifrons), uliu porumbar (Accipiter gentilis), fluierar de munte (Actitis hypoleucos), ciuf de pădure (Asio otus), ciocârlia de câmp (Alauda arvensis), lăcar de rogoz (Acrocephalus schoenobaenus), lăcar de mlaștină (Acrocephalus palustris), lăcar de lac (Acrocephalus scirpaceus), lăcar mare (Acrocephalus arundinaceus), șorecar comun (Buteo buteo), barză albă (Ciconia ciconia), barză neagră (Ciconia nigra), lebădă de iarnă (Cygnus cygnus), lebădă de vară (Cygnus olor), cristel de câmp (Crex crex), chirighiță-cu-obraz-alb (Chlidonias hybridus), chirighiță-cu-aripi-albe (Chlidonias leucopterus), chirighiță neagră (Chlidonias niger), prepeliță (Coturnix coturnix), prundaș gulerat mic (Charadrius dubius), cuc (Cuculus canorus), cojoaică de pădure (Certhia familiaris), stăncuță (Corvus monedula), cioară (Corvus corone), sticlete (Carduelis chloris), florinte (Carduelis chloris), sticlete (Carduelis carduelis), cânepar (Carduelis cannabina), botgros (Coccothraustes coccothraustes), ciocănitoare de stejar (Dendrocopos medius), ciocănitoare pestriță mare (Dendrocopos major), lăstun de casă (Delichon urbica), egretă mică (Egretta garzetta), egretă mare (Egretta alba), măcăleandru (Erithacus rubecula), presură galbenă (Emberiza citrinella), vânturel de seară (Falco vespertinus), lișiță (Fulica atra), cinteză (Fringilla coelebs), sfrâncioc roșiatic (Lanius collurio), pescăruș râzător (Larus ridibundus), privighetoare roșcată (Luscinia megarhynchos), grelușel de stuf (Locustella luscinioides), pescăruș argintiu (Larus cachinnans), ferestraș mic (Mergus albellus), prigoare (Merops apiaster), codobatură galbenă (Motacilla flava), codobatură albă (Motacilla alba), stârcul de noapte (Nycticorax nycticorax), muscar sur (Muscicapa striata), presură sură (Miliaria calandra), pietrar sur (Oenanthe oenanthe), grangur (Oriolus oriolus), țigănuș (Plegadis falcinellus), lopătar (Platalea leucorodia), bătăuș (Philomachus pugnax), cormoran mic (Phalacrocorax pygmeus), corcodel mare (Podiceps cristatus), corcodel cu gât roșu (Podiceps grisegena), corcodel cu gât negru (Podiceps nigricollis), cormoran mare (Phalacrocorax carbo), pițigoi sur (Parus palustris), pițigoi albastru (Parus caeruleus), pițigoi mare (Parus major), coțofană (Pica pica), vrabie de casă (Passer domesticus), vrabie de câmp (Passer montanus), cormoran mare (Phalacrocorax carbo sinensis), cârstel de baltă (Rallus aquaticus), lăstun de mal (Riparia riparia), lup de mare (Stercorarius parasiticus), guguștiuc (Streptopelia decaocto), turturică (Streptopelia turtur), mărăcinar (Saxicola rubetra), mărăcinar negru (Saxicola torquata), silvie mică (Sylvia curruca), silvie de câmp (Sylvia communis), silvie cu cap negru (Sylvia atricapilla), țiclete (Sitta europaea), graur (Sturnus vulgaris), corcodel mic (Tachybaptus ruficollis), mierlă (Turdus merula), sturz cântător (Turdus philomelos) și pupăză (Upupa epops).

## Căi de acces
- Drumul județean DN71, pe ruta: Târgoviște (prin strada Petru Cercel) - Ulmi - Ilfoveni (15 km).[9]